# Alliopsis teriolensis
Alliopsis teriolensis är en tvåvingeart som först beskrevs av Pokorny 1893.  Alliopsis teriolensis ingår i släktet Alliopsis och familjen blomsterflugor. Arten är reproducerande i Sverige. Inga underarter finns listade i Catalogue of Life.